# Encomienda en Chile
Se denominó Encomienda en Chile a la institución importada por españoles desde Europa en el s. xvi.  La encomienda entró en vigencia en 1540, con la llegada de Pedro de Valdivia, y desapareció en 1789, año en que fue abolida por el entonces gobernador de la Capitanía General de Chile, Ambrosio O’Higgins. Ya a principios del s. xviii la institución estaba en decadencia, habiendo solamente 87 encomiendas, incluyendo una con 80 tributarios, dos con 50, y el resto con menos de 20 personas cada una.  Alguna encomienda contaba con dos indígenas.: 18–20 
Los indígenas, repartidos por el gobernador en nombre del rey, tributaban con su mano de obra, pero principalmente para mantener las haciendas y estancias de sus patrones, los encomenderos, adquiriendo así un intenso carácter de servidumbre personal, ya que a diferencia de las otras poblaciones nativas de América, los habitantes originales de este territorio no poseían un sistema de organización propio que consistiese en tributar. A raíz de esto, su única forma de pagar a los conquistadores por sus "cuidados" era con trabajo directo, aunque algunos indígenas se negaron a ello. Este modelo se expandió por todo el Reino de Chile, sin embargo, se desarrolló con bastante dificultad hacia el extremo sur del territorio, a causa de su proximidad con la frontera establecida por la resistencia mapuche. Aun así, su impacto fue evidente, sobre todo en la zona centro, lugar en que se concentró la mayor cantidad de encomiendas, particularmente de servicio.
La institución de la encomienda en Chile tuvo gran relevancia para la conformación de un sistema de gobierno que estructurara a la sociedad y que rápidamente pusiera en marcha la economía en estas tierras. Finalmente, gracias a la encomienda, los españoles lograron implementar un modelo de organización que sentó las bases de la colonia, el cual además aseguró su permanencia en el poder y les permitió cumplir con la misión que les fue confiada por la corona. Por otra parte, este también facilitó a los conquistadores el reconocimiento del área hasta ese momento inexplorada, lo que contribuyó al hallazgo de los pocos, pero igualmente codiciados yacimientos de recursos naturales que lograron financiar por lo menos la primera etapa de colonización en el siglo XVI y enviar las riquezas prometidas a los monarcas de España.
Este modelo no estuvo exento de controversias, a causa de los diversos abusos cometidos por lo españoles hacia los indígenas de la zona, los cuales fueron denunciados por muchos de los sacerdotes de las congregaciones eclesiásticas que acompañaron estas expediciones, situación que condujo tanto hacia la creación como implementación de leyes en resguardo de , como las Leyes de Burgos que prometían la regulación de la encomienda, asegurando así un trato justo para los encomendados (nativos). Sin embargo, en la práctica se reconoce que estas no siempre se cumplieron a cabalidad, lo cual sumado al mestizaje de la población, disminuyó exponencialmente el número de aborígenes y comenzó a deteriorar este sistema al nivel de terminar completamente obsoleto, por lo que se estableció su eliminación total en 1789, año en el que se reemplazó por el llamado inquilinaje.

## Antecedentes
El sistema de Encomienda  se originó durante la Edad Media en Europa, específicamente en el entonces Reino de Castilla y Aragón. Sin embargo, no fue hasta el periodo de reconquista de la península ibérica que este modelo comenzó a ser implementado en mayor medida, ya que en esta etapa de desocupación musulmana del territorio, las fuerzas bélicas cristianas necesitaron algún tipo de sistema de organización social y económico que les ayudara a repoblar y manejar las zonas que se adjudicaban tras sus victorias, este fue la Encomienda.
En 1492, tras el descubrimiento de América, surgió una intensa disyuntiva relacionada con la posición que adoptarían los habitantes originales del continente en la organización socioeconómica que comenzaría a regir en el llamado Nuevo Mundo, debatiéndose así si estos serían incluidos o expulsados de este sistema, pero la decisión de la Corona española fue categórica y zanjó el tema sentenciando que los nativos formarían parte de la nueva sociedad en un rol de súbditos, en el cual poseerían derechos y no correrían el riesgo de ser esclavizados, sin embargo, esto no aseguraba su completa libertad. Aquí es donde resurge el nombre de la Encomienda, pero en una versión reestructurada según las exigencias que representaba la conquista de un continente desconocido.
Tras la necesidad inmediata de ganar territorios para la Corona en el Nuevo Mundo, la reina Isabel de Castilla, también conocida como Isabel La Católica, implementó la repartición legal de los nativos de la zona, los cuales se encontraban obligados a trabajar para los conquistadores a cambio de que estos ineludiblemente les pagaran por sus servicios y los evangelizaran. A raíz de este mandato real fue que prontamente se puso en marcha el sistema denominado Encomienda, modelo comprendido como un impuesto a los habitantes originales del territorio, el cual debían pagar a la Corona Española, sin embargo, por motivos prácticos este tributo fue entregado a los españoles que desde entonces habitarían como personas superiores en las tierras dominadas. En conclusión, la llamada Encomienda sirvió como un método que consolidaba el dominio de los conquistadores y que a su vez les recompensaba por su servicios de contribución al cumplimiento de los intereses de los monarcas de España.
Específicamente, este modelo consistía en confiar cierta cantidad de indígenas, que pasarían a llamarse encomendados, a manos de un español, que denominaban encomendero, el cual debía de hacerse responsable de los nativos a su cargo otorgándoles herramientas, vestuario, vivienda y alimentación, a cambio de que estos le rindieran algún tipo de tributo o servicio. Los encomendados solo podían ser nativos y su calidad de servidumbre o mano de obra se extendía hasta la primera generación de sus descendientes. Cabe destacar que la Encomienda en América no suponía un derecho real sobre los nativos o sus tierras, por lo que ninguno de estos era propiedad de los conquistadores españoles, ya que esta solo establecía una relación tributaria entre ambos, otorgando a estos últimos simplemente la potestad de titulares.
La Encomienda fue por tanto la institución más difundida en el continente americano, sin embargo, se destaca que tuvo características distintas dependiendo de la región en la que fuese desarrollada, adquiriendo así matices locales.

## Historia de la Encomienda en Chile
La institución de la Encomienda llegó a Chile a manos de Pedro de Valdivia, militar y conquistador español que ostentó el título de gobernador y capitán general de Nueva Extremadura o Reino de Chile, desde 1541 a 1547. Su expedición fue la primera en lograr establecerse en el territorio y sentar los cimientos de la ciudad que denominó Santiago del Nuevo Extremo, ubicada en la zona central de la Capitanía General de Chile, lugar desde donde Valdivia dio marcha a la implementación de la Encomienda, ejecutando así el primer reparto de indígenas entre sus acompañantes, quienes pasarían a ser habitantes de la recién fundada ciudad, dando paso al periodo de colonización. A partir de este momento, los nativos encomendados a los españoles como recompensa pasaron a formar parte de la estructura de la sociedad colonial chilena, cumplimiento labores de servidumbre, mano de obra y extracción de recursos naturales, convirtiéndose de esta manera en un elemento fundamental para la activación económica del territorio.
La Encomienda en Chile se instauró como un tipo de entidad estatal inicial y como modelo de organización socioeconómico básico, el que por lo demás no fue tan simple de implementar debido a la hostilidad de los indígenas de la zona. Aun así, para suerte de Valdivia se vivió un periodo de paz entre extranjeros y nativos a su llegada, que a pesar de ser corto le dio algo de tiempo a los conquistadores, según los escritos de la época se establece que esto sucedió porque los aborígenes esperaban que los nuevos extraños abandonaran el territorio, tal como lo hizo la primera hueste al mando de Diego de Almagro al encontrarse con un terreno adverso, sin riquezas como las que emanaban del Perú y una población mapuche, ubicada hacia el sur, que no cedía ante sus propósitos de conquista. Sin embargo, estos nuevos visitantes persistieron en su misión, estableciéndose permanentemente en el territorio, desde donde comenzaron a gestar la captura de los primeros naturales de la zona central, a quienes ofrecieron un buen trato que facilitó su cooperación. Tras este beneficioso primer encuentro fue que Valdivia, con ayuda de los indígenas, halló los lavaderos de oro ubicados en el denominado estero Marga-Marga y en la ribera de cierto ríos dentro del territorio, como en el sector de Quilacoya, en la actual comuna de Hualqui, Concepción. Estas escasas pero importantes fuentes de riqueza lograron solventar, por lo menos, las etapas iniciales de la colonización y entregaron a los españoles un motivo fundamental para continuar con el dominio del territorio.
A raíz de estos descubrimientos, Pedro de Valdivia prosiguió con el desarrollo de la Encomienda destinándola inicialmente a cubrir labores mineros, aunque para la realización de esta actividad los nativos encomendados se regían bajo el sistema laboral denominado Mita, término que la lengua quechua y que significa turno, el cual consistía principalmente en el trabajo obligatorio de indígenas varones de 18 a 50 años de edad por un periodo determinado de tiempo, el cual en el caso específico de la minería suponía un año de duración y la entrega de un pequeño sueldo que disminuía aún más a causa de los impuestos, sin embargo, durante el inicio de su implementación en Chile los trabajadores no fueron remunerados y los encomenderos tenían la obligación de contar con empleados evangelizados. Una situación que tenía descontentos a los nativos y que se agravó dado el aumento de los malos tratos hacia ellos, ocasionando levantamientos que terminaron con la muerte de parte de la población española e indígena y la destrucción de Santiago. Un conflicto que además se intensificó por la intención española de conquistar las tierras al sur del río Bío-bío, territorio de la etnia Mapuche, quienes eran mucho más rebeldes que los indígenas del norte y que iniciaron una fuerte resistencia ante la dominación extranjera, la cual hizo estallar la Guerra de Arauco, enfrentamiento que comenzó en 1550 y que según diferentes historiadores perduró por 258 años.
A raíz de la baja en la cantidad de indígenas debido a los constantes enfrentamientos, la llegada de enfermedades desconocidas para los naturales del territorio y por sobre todo a causa de las malas condiciones de vida y su gran explotación laboral por parte de sus encomenderos, fue que surgieron voces provenientes tanto de la comunidad eclesiástica como de la de intelectuales, que desestimaron la efectividad de la Encomienda, notificando a la Corona los abusos cometidos por los titulares de los indígenas y sus perjudiciales efectos. Por ello, durante el gobierno de García Hurtado de Mendoza, sucesor de Valdivia tras su muerte en 1553, los monarcas españoles tomaron cartas en el asunto e implementaron una gran cantidad de leyes destinadas a normar la Encomienda, las cuales denominaron disposiciones y modificaban tanto el modo de trabajo de los indígenas como el trato hacia ellos por parte de sus responsables. Dentro de estos sistemas de regulación se destacan la Tasa de Santillán (1558) y la Tasa de Gamboa (1580).
Sin embargo, los abusos y malos tratos hacia los nativos persistieron aún con la modificación del carácter de la Encomienda en Chile, la cual pasó de ser inicialmente cobrada mediante la Mita a cobrarse por medio de la servidumbre a modo de trabajo directo efectuado por los indígenas, esto a causa de vaciar los lavaderos de oro en su época de auge, lo cual acabó con la obtención de esta preciada materia y aunque la minería continuó sus funciones en yacimientos de plata y cobre encontrados posteriormente, ya no serían el eje principal del trabajo obligado por la Encomienda. De esta forma, la retribución de los encomendados hacia los encomenderos se baso en la prestación de servicios personales, como por medio del mantenimiento de haciendas y estancias adjudicadas a los españoles, así como también mediante el desarrollo de actividades agropecuarias, una nueva forma de hacer funcionar la Encomienda que predominó hasta sus últimos días.
Aunque por otra parte, también existía la opción legal para los indígenas de tributar entregando diferentes especies como ropa, comida o animales a sus encomenderos, organizándose en comunidades a las que su titular no se le permitía entrar por lo cual se le traspasaba estas materias al Cacique, que funcionaba para los españoles como intermediario entre estos y los nativos, quien tenía la misión de distribuir los tributos entre los encomenderos. Sin embargo, a raíz de la mentalidad señorial de los conquistadores, en su mayoría prefirieron someter a los indígenas al sistema de Encomienda en vez de su tributación, ya que esto les permitía librarse de realizar trabajo físico.
La Encomienda por lo tanto entró en una nueva etapa, la cual se caracterizó por el desarrollo de la ruralización de la sociedad colonial con la principal motivación de generar recursos para su propia subsistencia y también para sostener la economía mediante la actividad agrícola y ganadera, tarea que claramente fue llevada a cabo por los encomendados o "indios" esclavos dentro de las estancias y haciendas de propiedad española, bajo una normativa prácticamente feudal o por lo menos similar. Este nuevo formato, mantenido en su mayoría durante este periodo por la Encomienda, se convirtió en el nuevo motor de la economía colonial. Sin embargo, este proceso no estuvo exento de inconvenientes, tras el fortalecimiento de las fuerzas mapuches al sur de la frontera marcada por el río Bío-bío y en el marco de la Guerra de Arauco, se desarrolló en 1598 un enfrentamiento conocido como la Batalla de Curalaba, la cual culminó con la derrota del ejército español y la victoria Mapuche que implicó el fin del dominio de los extranjeros y la liberación de cientos de indígenas encomendados en los asentamientos españoles ubicados más al sur del Bío-bío. Este incidente desestabilizó la economía, provocando una gran crisis a raíz de la pérdida de trabajadores nativos, esenciales para un efectivo funcionamiento económico.
Aún con todas los contratiempos, el sistema de Encomienda en Chile continuó en marcha. Entre la segunda mitad del siglo XVII y la mayor parte del siglo XVIII esta ya se encontraba completamente instauradas en el norte, en la Isla de Chiloé y en la zona centro, en esta última se consolidaron grandes encomiendas que tomaron de forma ilegal terrenos pertenecientes a comunidades indígenas, las cuales fueron intervenidas por los españoles en búsqueda de más encomendados, lo que si bien generó conflictos, no lograron la magnitud de los efectuados en la zona sur como para desestabilizar la organización social española. Sin embargo, hacia fines del siglo XVIII la decadencia de este sistema era evidente a raíz de diversos factores como la dispersión de los nativos encomendados y su baja demográfica a causa de enfermedades traídas por los extranjeros, las batallas entre ambos bandos y el mestizaje, además de la explotación laboral y los malos tratos que terminaron con la vida de muchos indígenas a manos de sus encomenderos.
Por estos motivos, la Encomienda en Chile ya no se consideraba un sistema efectivo, lo que le hizo perder su importancia y le llevó a su inevitable final. Luego de la llegada de Ambrosio O'Higgins a la gobernación de Santiago en 1788, lugar donde este mismo dio cuenta de la situación en la que se encontraba la institución de la Encomienda y evidenció sus múltiples consecuencias, todas perjudiciales para el progreso de la nación, por lo cual decide abolir este modelo. O'Higgins legalizó su resolución redactando un edicto, el cual se hizo público el 7 de febrero de 1789 y que fue ratificado por la Corona española recién en 1791, dándose en ese año oficial y definitivamente por abolido el sistema de Encomienda.

## Principales características de la Encomienda en Chile
Las principales características de la Encomienda en Chile fueron en primer lugar el haber sido una herramienta fundamental para la activación económica y su desarrollo por medio de diversas actividades. En segundo lugar, esta fue concedida directamente por el gobernador del territorio. En tercer lugar, se destaca su contribución al hallazgo de los lavaderos de oro, así como también de los yacimientos plata y cobre dentro del territorio y su posterior explotación a manos de la misma mano de obra propiciada por los encomendados. En cuarto lugar encontramos el cambio en su forma de pago, pasando del tributo entregado al encomendero a la retribución de trabajo directo por medio de la servidumbre de los encomendados hacia estos. Por último, también se destaca su difícil y prácticamente nula implementación en los territorios ubicados al sur del río Bío-bío, en donde la resistencia Mapuche ante la conquista no permitió a los españoles instaurar el modelo.

## Conflictos de la Encomienda en Chile
La institución de la Encomienda en Chile estuvo marcado por diversos conflictos, principalmente por el no cumplimiento de las normas instauradas por parte de la monarquía para su debida ejecución, los españoles encomenderos no respetaron en muchos casos el cuidado que debían de tener con sus encomendados indígenas, lo cual fue origen de múltiples abusos en su contra y la causa de muerte de un gran porcentaje de la población nativa. Esta situación también puso a los conquistadores en una posición de disputa frente al clero, ya que muchos sacerdotes pertenecientes a las comunidades eclesiásticas, sobre todo los de la orden Jesuita, rechazaron con fervor el trato inhumano que muchos españoles tuvieron con los indígenas puestos a su servicio, los cuales a pesar de ser denunciados ante la Corona continuaron existiendo.
Por otra parte, este sistema también funcionó de manera inestable desde sus inicios a causa de los frecuentes enfrentamientos entre los españoles y los indígenas que se resistían a servirlos. Algo que se vio intensificado por la llamada Guerra de Arauco.